# František Alexandr Zach

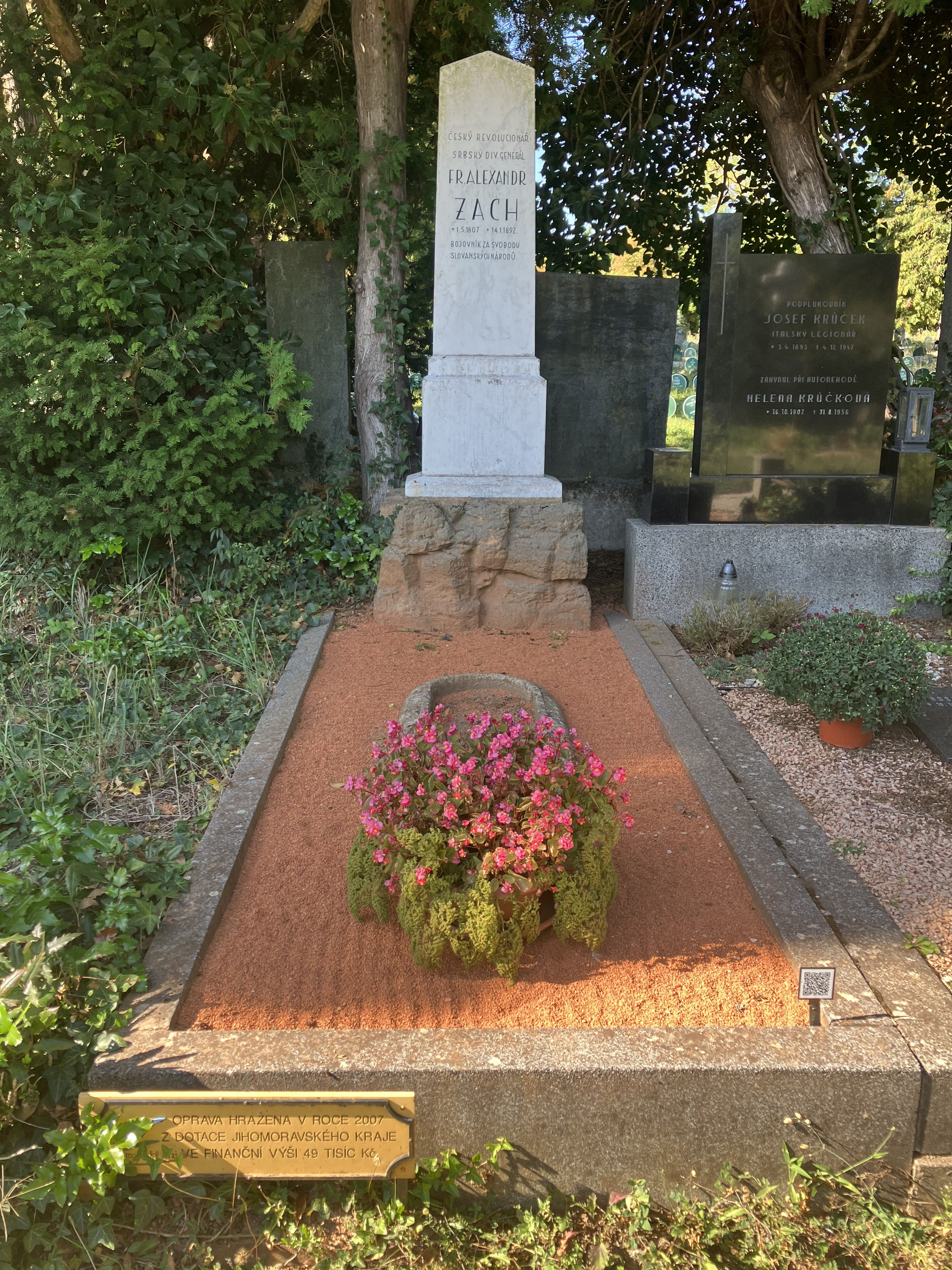
Hrob Františka Alexandra Zacha

František Alexandr Zach (1. května 1807 Olomouc – 14. ledna 1892 Brno) byl český vojenský teoretik a voják působící v Srbsku a generál srbské armády. Byl velmi aktivním panslavistou, bojoval v mnoha válkách.

## Život
František Alexandr Zach se narodil v Olomouci. Záhy však byl vychováván v Brně, kde patřil jeho otci hostinec U černého orla. V roce 1824 maturoval na německém gymnáziu v Brně, poté vystudoval práva ve Vídni a pracoval jako úředník v různých místech místní samosprávy na Moravě. Bojoval v polském Listopadovém povstání v roce 1830 (na straně Poláků), poté žil ve Francii, protože se bál politického pronásledování ze strany rakouských úřadů. Ve Francii se věnoval teorii vojenství, poté odešel do Srbska, kde se zúčastnil bojů za nezávislost. Událostí v roce 1848 se zúčastnil v Praze, byl členem delegace, která se zúčastnila Slovanského sjezdu za Čechy a Slováky. Zúčastnil se vojenské dobrovolnické výpravy proti revolučním maďarským košutovským silám, upírajícím nemaďarským národům Uherska veškerá práva na autonomii. V roce 1849 se vrátil do Bělehradu, kde působil jako pedagog a voják. Založil srbskou vojenskou akademii, na níž později dlouhou dobu působil, byl rádcem knížete Michala Obrenoviće, posléze získal hodnost generála (vůbec nejvyšší hodnost, jakou kdy Čech získal v zahraniční armádě) a jako takový se zúčastnil válek s Turky v roce 1876, kde byl raněn a přišel o nohu. V roce 1882 se vrátil do českých zemí, žil v Brně, kde také v roce 1892 zemřel. Je pohřben na Ústředním hřbitově v Brně, sk. 73/hr. 19.

## Odkaz
V Srbsku je velmi uznáván. V Brně je po něm pojmenována Zachova ulice. Jihomoravský kraj od roku 2007 uděluje Cenu Františka Zacha osobnostem, které výrazným způsobem vynikly na poli česko-srbských vztahů.